# Forget Forever
«Forget Forever» es una canción de la cantante estadounidense Selena Gomez incluida en su primer álbum de estudio como solista Stars Dance (2013). La canción se compuso y se produjo por Jason Evigan junto con The Monsters & Strangerz, un grupo de escritores y de producción integrada por Clarence Coffee Jr., Alexander "Xplicit" Izquierdo, Jordan Johnson, Stefan Johnson, y Marcus "Marc Lo" Lomax. Una producción vocal adicional fue realizada por Dan Brook. En marzo de 2013, la canción entonces conocida como "Rule the World" se filtró en internet, y un video con el audio de la canción fue posteriormente subida a la cuenta de YouTube de Gomez. "Forget Forever" es la única canción de la edición estándar de Stars Dance que no fue interpretada en el Stars Dance Tour.
Musicalmente, es una canción house, que incorpora estilos EDM y dance pop, y contiene influencias de synth pop. La canción cuenta con una producción "amplia y bien iluminada", según Nate Jones de Popdust, y ha sido comparada con las obra del DJ Calvin Harris y la cantante barbadense Rihanna. Líricamente, "Forget Forever" habla de la ruptura de una relación. Tras la filtración, los críticos especularon que la letra de la canción trataba del exnovio de Gomez Justin Bieber. La canción recibió críticas generalmente positivas de los críticos de música, quienes felicitaron la atmósfera de baile de la canción, así como la voz de Gomez, los críticos añadieron que la canción tiene potencial para ser sencillo. Debido a las altas descargas digitales, "Forget Forever" debutó en el número 118 en la lista Gaon International Chart de Corea del Sur.

## Antecedentes y descripción
Selena Gomez confirmó en octubre de 2012 que estaba trabajando en un nuevo álbum. Gomez confirmó después que sería su álbum debut como solista, y no el cuarto álbum de su banda. El 13 de marzo de 2013, una canción, conocida entonces como "Rule the Wolrd", fue filtrada en internet, y acreditada a Selena Gomez & the Scene. Al día siguiente, Gomez respondió a la filtración subiendo un video con el audio de la canción a su cuenta oficial de YouTube. Gomez dijo: "Aquí está, una de mis nuevas canciones 'Rule the World' que se filtró ayer. He decidido compartirla con ustedes. puede que no esté en mi nuevo álbum. Espero que la disfruten". Luego, la canción fue remezclada, renombrada "Forget Forever" y fue incluida en Stars Dance. "Forget Forever" fue escrita y producida por Jason Evigan junto con The Monsters & Strangerz, un grupo de escritores y de producción integrada por Clarence Coffee Jr., Alexander "Xplicit" Izquierdo, Jordan Johnson, Stefan Johnson, y Marcus "Marc Lo" Lomax. Una producción vocal adicional fue realizada por Dan Brook.